# Walter Georg Waffenschmidt
Walter Georg Waffenschmidt (* 10. Februar 1887 in Basel; † 14. Oktober 1980 in Heidelberg) war ein deutscher Volkswirt und Wirtschaftswissenschaftler.

## Leben
Walter Georg Waffenschmidt, Abiturient am Berthold-Gymnasium in Freiburg im Breisgau, belegte von 1906 bis 1910 ein Studium der Technik an den Technischen Hochschulen Karlsruhe, München sowie Danzig. Nach einer kurzzeitigen Tätigkeit als Regierungsbauführer widmete er sich an der Albert-Ludwigs-Universität Freiburg einem Studium der Nationalökonomie, das er 1912 mit dem Erwerb des akademischen Grades eines Dr. rer. pol. abschloss. 1917 wurde Waffenschmidt in die Generaldirektion der Badischen Staatseisenbahnen versetzt, im gleichen Jahr erfolgte in Karlsruhe seine Promotion zum Dr.-Ing. 1919 wurde er zum Regierungsrat im badischen Arbeitsministerium bestellt.
1921 habilitierte Waffenschmidt sich an der Universität Heidelberg als Privatdozent für Volkswirtschaftslehre, 1927 wurde er dort zum außerplanmäßigen Professor, 1947 zum Honorarprofessor ernannt. Dazu wurde ihm nach dem Zweiten Weltkrieg die Leitung der Volkswirtschaftlichen Abteilung der Philosophischen Fakultät übertragen. 1946 wurde Waffenschmidt als Staatskommissar für die Wiedereinrichtung der Handels-, später Wirtschaftshochschule in Mannheim eingesetzt und lehrte dort bis zu seiner Emeritierung 1955 als ordentlicher Professor. Zusätzlich hatte er von 1947 bis 1949 das Rektorat inne. Er wurde in Zell am Harmersbach beigesetzt.
Walter Georg Waffenschmidt zählt zu den Wegbereitern der mathematischen Wirtschaftstheorie und ihrer Anwendung in der Ökonometrie.

## Schriften
- Studien zu einer quantitativen Geldtheorie, Habilitationsschrift, Mohr, 1924
- Das Wirtschaftssystem Fords: eine theoretische Untersuchung, J. Springer, 1926
- Technik und Wirtschaft, In: Band 18 von Grundrisse zum Studium der Nationalökonomie, G. Fischer, 1928
- Anschauliche Einführung in die allgemeine und theoretische Nationalökonomie, A. Hain, 1950
- Wirtschaftsmechanik, W. Kohlhammer, 1957
- Deutsche volkswirtschaftliche Gesamtrechnung und ihre Lenkungsmodelle, 1949-1955, G. Fischer, 1959
- Erweiterte volkswirtschaftliche Gesamtrechnung, A. Hain, 1968